# Bradford Cox
Bradford James Cox (15 mei 1982) is een Amerikaans zanger en gitarist. Hij zingt en speelt gitaar in de indieband Deerhunter. Daarnaast heeft hij een soloproject onder de naam Atlas Sound. 
Cox was in 2001 mede-oprichter van Deerhunter. De naam Atlas Sound gebruikte hij al sinds zijn jeugd voor solowerk, maar pas in 2008 verscheen het eerste volledig album onder die naam. Hij lijdt aan het syndroom van Marfan.

## Discografie
Als Atlas Sound:
- 2008: Let the Blind Lead Those Who Can See but Cannot Feel
- 2009: Logos
- 2011: Parallax